# Marie-Pierre de Gérando
 (décembre 2016).
Si vous disposez d'ouvrages ou d'articles de référence ou si vous connaissez des sites web de qualité traitant du thème abordé ici, merci de compléter l'article en donnant les références utiles à sa vérifiabilité et en les liant à la section « Notes et références ».
Ne doit pas être confondu avec Marcel Bozzuffi.
Cet article possède un paronyme, voir Olivier de Berranger.
Marie-Pierre de Gérando, né le 10 novembre 1938 à Bergerac, est un acteur français, spécialiste des seconds rôles, familier du public dans les années 1980 notamment, connu pour ses rôles de personnages d'autorité (ministre, gradé militaire, roi, espion, proviseur, professeur de médecine, procureur, châtelain, etc.).

## Biographie
Il est né à Bergerac et passera son enfance et adolescence à Monsaguel (Dordogne) où son père Félix, Juste parmi les Nations, secrétaire général de la mairie de Bergerac, établit son P.C de Résistance.
Marie-Pierre de Gérando est élève aux cours Raymond Girard, avec Jean-Paul Belmondo comme collègue, puis, en 1961, il réussit le concours d'entrée de l'École nationale supérieure des arts et techniques du théâtre (école préparatoire au concours du CNSAD).
En 1963, il intègre le Conservatoire national supérieur d'art dramatique de Paris (Université Paris Sciences et Lettres - PSL) (15 places pour 612 candidats). Il avait pour camarades de promotion (1966) Marlène Jobert, Danièle Évenou, Bernard Tixier, Maurice Risch, Ludmila Mikael, Michel Favory, Michel Creton, Jean-Pierre Andréani. Leur professeur était le doyen de la Comédie-Française Georges Chamarat.
Parlant couramment le hongrois, il étudie également à la prestigieuse École supérieure d'art dramatique et cinématographique de Budapest où il fait la connaissance de Vilmos Zsigmond et Judit Elek.

### Vie privée
Il se marie en 1970 avec Chantal Binoche, cousine de Juliette Binoche. Ils ont trois enfants et huit petits-enfants. 

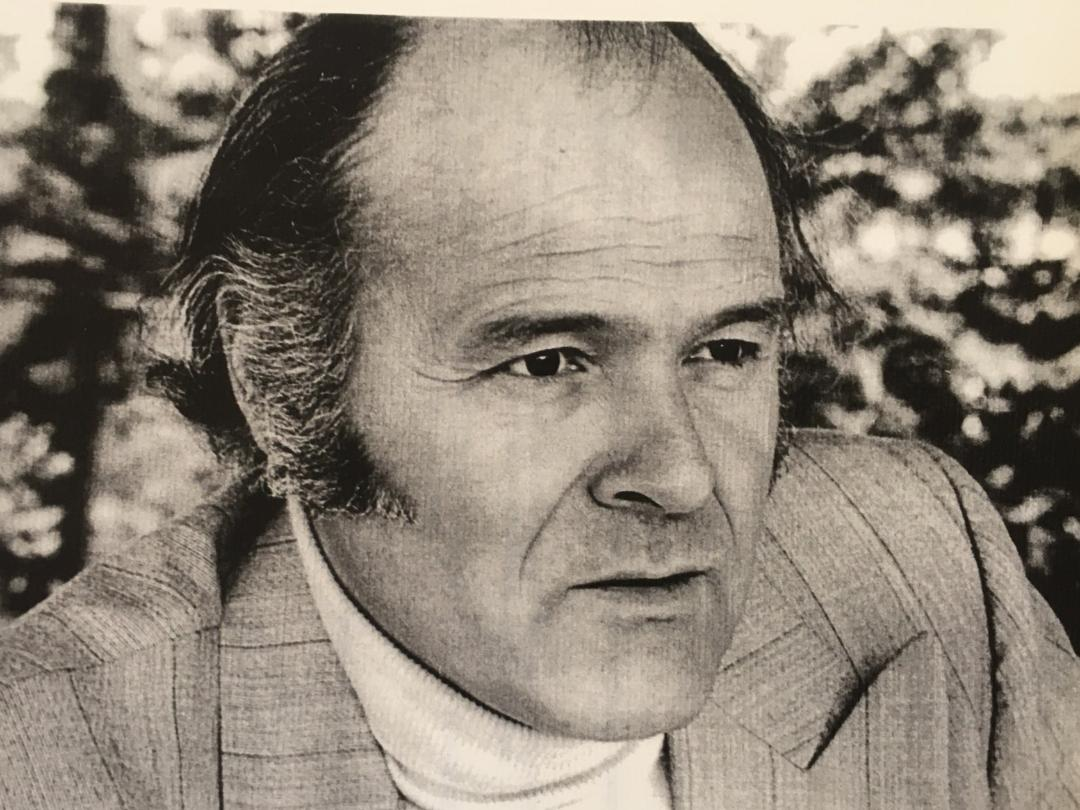

 Il est l'arrière-petit neveu de l'héroïne de la Révolution hongroise Blanche de Teleki.

## Filmographie

### Cinéma

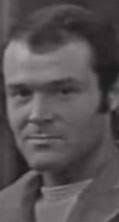

- 1974 : Les Gaspards de Pierre Tchernia – Jérôme Aubier, le directeur du Cabinet
- 1974 : Impossible... pas français de Robert Lamoureux - le Commandant de navire
- 1974 : Toute une vie de Claude Lelouch - le professeur en médecine
- 1975 : Adieu poulet de Pierre Granier-Deferre – le commandant de gendarmerie
- 1976 : Si c'était à refaire de Claude Lelouch - le proviseur
- 1976 : Le Bon et les Méchants de Claude Lelouch - le chef de la Résistance
- 1977 : Le Juge Fayard dit Le Shériff de Yves Boisset – Commissaire Fougerolle
- 1978 : Robert et Robert de Claude Lelouch – L'instructeur de l'école de gendarmerie
- 1978 : La Clé sur la porte de Yves Boisset
- 1979 : À nous deux de Claude Lelouch – Monsieur Lucas
- 1992 : La Belle Histoire de Claude Lelouch - son propre rôle

### Télévision
- 1962 : Font-aux-cabres (fresque dramatique de Félix Lope de Vega), téléfilm de Jean Kerchbron, avec Régine Blaess, Robert Etcheverry, François Maistre, Dominique Vilar, René-Louis Lafforgue, Patrice Laffont

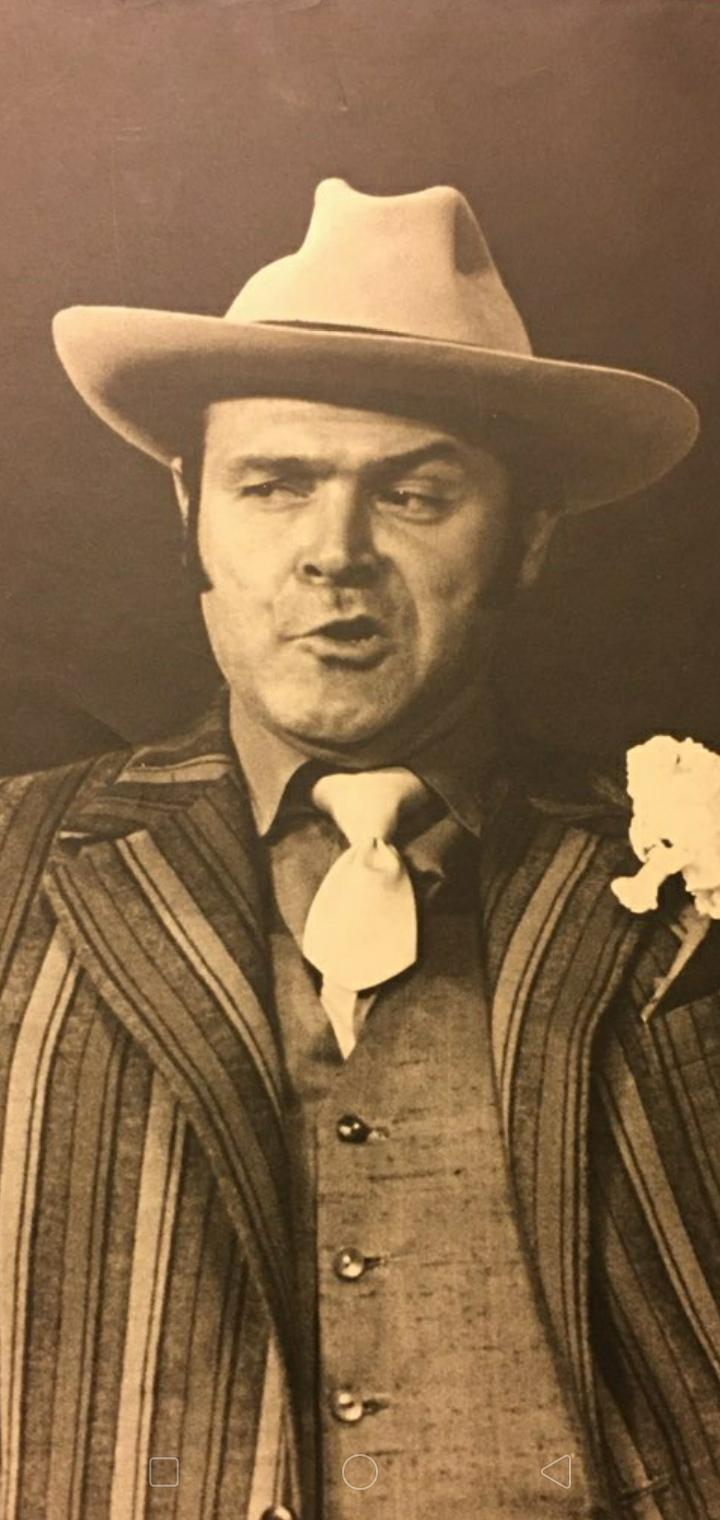

- 1966 : Au théâtre ce soir – pièce : Les Pigeons de Venise d'Albert Husson, mise en scène Jacques Mauclair, réalisation Pierre Sabbagh, théâtre Marigny - Piétro, le gondolier vénitien (quatrième rôle), avec Daniel Lecourtois, Robert Manuel, Eva Damien, Alain Pralon
- 1967 : Une aventure de Sherlock Holmes, téléfilm de Jean-Paul Carrère – Baron D'Altenheim, avec Jacques François
- 1967 : L'archange, téléfilm de Olivier Ricard, assistant-réalisateur Jean-Jacques Goron, d'après le roman de science-fiction de Roger Blondel / B. R. Bruss - O.R.T.F.
- 1967 : Antoine et Cléopâtre, téléfilm  de Jean Prat – général Canidius, avec François Chaumette, Judith Magre, Jean Muselli, Pierre Meyrand, Mario Pilar
- 1967 : Sur la terre comme au ciel, d'après le livre de Fritz Hochwälder, avec Pierre Mondy, Jean Mercure, Jacques Alric, Victor Francen - R.T.B.F. - rôle de Arago
- 1967 : Mélissa, d'Abder Isker, avec Corinne Marchand, Pierre Michaël, William Sabatier, Claude Titre, Micheline Francey, Philippe Dumat, Perrette Pradier, Catherine Allégret, Carlo Nell
- 1968 : Les Grandes Espérances, téléfilm  de Marcel Cravenne – Le sergent , avec Charles Vanel, Madeleine Renaud, Jean-René Caussimon
- 1969 : Faites-la chanter, second rôle, téléfilm  de Roger Burckhardt, avec Bruno Coquatrix et Jean-Pierre Moulin
- 1970 : Un âge d'or, téléfilm  de Fernand Marzelle – Le préfet, avec Pierre Leproux, Dominique Vincent, Van Doude, Gérard Darrieu, Charles Charras, Georges Moustaki
- 1970 : Les Quartiers de Paris, de Jean-Paul Carrère, avec Yves Arcanel, Robert Party, Nicolas Silberg, Patrick Verde
- 1971 : Le Voyageur des siècles – Épisode : Le bonnetier de la rue Tripette (TV Mini-Series), téléfilm fantastique de Jean Dréville, création de Noël-Noël, L'orateur, avec Hervé Jolly, Robert Vattier, Myriam Colombi
- 1971 : Le Voyageur des siècles – Épisode : L'homme au tricorne (TV Mini-Series)
- 1971 : Rudolf Hess – téléfilm de Claude Barma, cinquième rôle, avec René Arrieu, Marc Cassot, Jean Desailly, Jean-François Rémi
- 1974 : L'Implantation, téléfilm de Guy Lefranc, avec Tsilla Chelton, François Dunoyer, Fred Personne
- 1975 : La Chasse aux hommes (TV Series), téléfilm de Lazare Iglesis, avec Robert Party, Geneviève Page, Marc Cassot, France Dougnac
- 1975 : Le Secret des dieux – épisode "Août 1942" - Capitaine Pomorski - téléfilm de Guy Lefranc, avec Hélène Manesse, Henri Guisol, Jacques Alric, Jacques Balutin
- 1975 : Le Secret des dieux – épisode "Début mai 1944" - Capitaine Pomorski - téléfilm de Guy Lefranc
- 1975 : Le Secret des dieux – épisode "Fin mai 1944" - Capitaine Pomorski - téléfilm de Guy Lefranc
- 1975 : Le Secret des dieux – épisode "Juin 1944" - Capitaine Pomorski - téléfilm de Guy Lefranc
- 1975 : Marie-Antoinette, série télévisée de Guy Lefranc – Épisodes 1.1 et 1.2 : Les délices du royaume et Une reine pour Figaro, avec Pascale Christophe, Geneviève Casile, François Dyrek, Françoise Seigner, Philippe Laudenbach - rôle de Meunier
- 1977 : Madame Ex téléfilm de Michel Wyn – Me Grancat, avocat de Léon (joué par le chanteur Renaud), avec Jean-Pierre Darras, Emmanuelle Riva, Jacques Balutin
- 1980 : Commissaire Moulin – Épisode : Le diable a aussi des ailes de Guy Lefranc, avec Annick Blancheteau, Yves Rénier, Benoît Allemane, Michel Beaune, Gérard Caillaud - le militaire
- 1981 : Non-Lieu, téléfilm de Bruno Gantillon , avec Charles Denner et Michael Lonsdale, Nicole Courcel – Le premier procureur
- 1987 : Marie Pervenche – 2 épisodes – Jussieu
  - Le vernis craque de Claude Boissol Réception d'artistes par Jacques Chirac

Réception d'artistes par Jacques Chirac

  - Le jour de gloire n'est pas près d'arriver de Claude Boissol
- 1988 : Espionne et tais-toi (TV Series) - 4 épisodes de Claude Boissol
  - Épisode 6 : Papa Pie et pas Papa
  - Épisode 5 : Flamiche en Barzac
  - Épisode 4 : La métaphysique de l'œuf
  - Épisode 3 : Les poubelles de la gloire
- 1989 : Le Suspect, téléfilm de Yves Boisset, avec Philippe Léotard, Jean-Pierre Bisson, Simon de la Brosse, Claire Nadeau, Jean-Luc Bideau
- 1993 : La Tête en l'air, série télévisée de Marlène Bertin, avec Valérie Karsenti, Jean-Marc Thibault, Henri Courseaux, Franck Dubosc, Claude Jade
- 1994 : Morlock , téléfilm de Yves Boisset, avec Götz George, Gérard Klein, Macha Méril

### Documentaire
- 1981 : Ces malades qui nous gouvernent de Claude Vajda

### Publicité
- 1965 - visage et voix de la campagne publicitaire audiovisuelle 1965 commandée par la SNCF

## Théâtre
- 1962 : Escouade vers la mort d'Alfonso Sastre, Théâtre de la Cité internationale - mise en scène de Pierre Chabert, adaptation française de l'hispaniste Robert Marrast - suivi d'une tournée en Corse, chaque soir dans une localité différente (plus de 5 000 spectateurs), sous le haut patronage de l'Association des Étudiants Corses de Paris. Distribution : premier rôle Marie-Pierre de Gérando (soldat Lavin), Guy Cambreleng (soldat Recke), Jean-Claude Giraud (soldat Foz), Philippe Collet (caporal Goban), Pierre Chabert (soldat Gadda), Jean-Paul Cyriaque (soldat Jacob).
- 1963 : La machine à écrire – de Jean Cocteau, Théâtre de la Cité internationale - Grand Théâtre (1 000 places)
- 1965 : Cyrano de Bergerac - d'Edmond Rostand, mise en scène Jacques Charon, Comédie française, avec Jean Piat, Georges Descrières, Michel Aumont, Jean-Laurent Cochet, Geneviève Casile, Michel Duchaussoy
- 1965 : Don Juan – de Tirso de Molina, Théâtre de la Cité internationale - Grand Théâtre (1 000 places) puis tournée en Corse. Marie-Pierre de Gérando et Charles Denner

Marie-Pierre de Gérando et Charles Denner

- 1966 : L'idiot de Fiodor Dostoïevski , création et mise en scène André Barsacq, TNP Théâtre de Chaillot , avec Charles Denner, Philippe Avron, Catherine Sellers, Jacques Mauclair, Michel Beaune, Popeck, rôle de Keller
- 1967 : Le Roi Lear de William Shakespeare, création et mise en scène Georges Wilson, TNP Théâtre de Chaillot, avec Georges Wilson, Charles Denner, Judith Magre, Mario Pilar, Michel Beaune - rôle du Roi de France
- 1968–1970 : La Puce à l'oreille de Georges Feydeau, mise en scène Jacques Charon, théâtre Marigny puis au théâtre du Palais-Royal et au théâtre des Célestins, avec Gérard Lartigau, Françoise Fabian, Jean-Claude Brialy, Roger Carel, Micheline Presle
- 1970 : Caligula d'Albert Camus, Théâtre de l'Alliance française - mise en scène de Georges Vitaly , production de Jean de Rigault - tournée américaine de trois mois (exemple : Wichita State University - Wilner Auditorium - 14 mars 1970 ; Kansas City mai 1970). Rôle de Lepidus. Avec Jean-Pierre Leroux, Maria Verdi, Benoît Allemane, Jean-Louis Broust
- 1971 : La Reine morte de Henry de Montherlant, mise en scène Jean Meyer, Théâtre des Célestins, avec Hélène Arié, Jean-Pierre Castaldi, Ludmila Mikael, rôle de Egas Coelho, premier ministre
- 1971 : Le testament du chien d' Ariano Suassuna, mise en scène Guy Lauzin, Théâtre national de l'Odéon, avec Henry Courseau, Yves Pignot, Emmanuel Dechartre, Bachir Touré, rôle d'Antonio Morais, Saint-Michel Archange - Puis tournée festival d' Avignon et grand Sud-Ouest en 1972
- 1972 : Jacques ou la soumission d' Eugène Ionesco, mise en scène Jacques Guimet (Premier prix du Conservatoire national d'Art dramatique et docteur en philosophie), sous le haut patronage personnel d'Eugène Ionesco, Théâtre de la Cité internationale, compagnie Clowns de Paris, rôle de Jacques-Père (troisième rôle), avec Jean-Claude Giraud, Véra Lhermier, Hélène Callot, Fadoul, Bernard Spiegel, Martine Redon, Francis Arnaud, Anne Tolbeg

### Création théâtrale
En 1986, son ami le sculpteur Jean-Paul Burckhardt, frère du réalisateur Roger Burckhardt, lui fait découvrir le Caux-Palace à Montreux. Il y découvre une salle de théâtre de 400 places et y rencontre Vladimir Volkoff. Ce dernier lui propose d'endosser le rôle de l'espion du KGB, Igor, personnage central de l'œuvre Le Retournement (prix Chateaubriand).

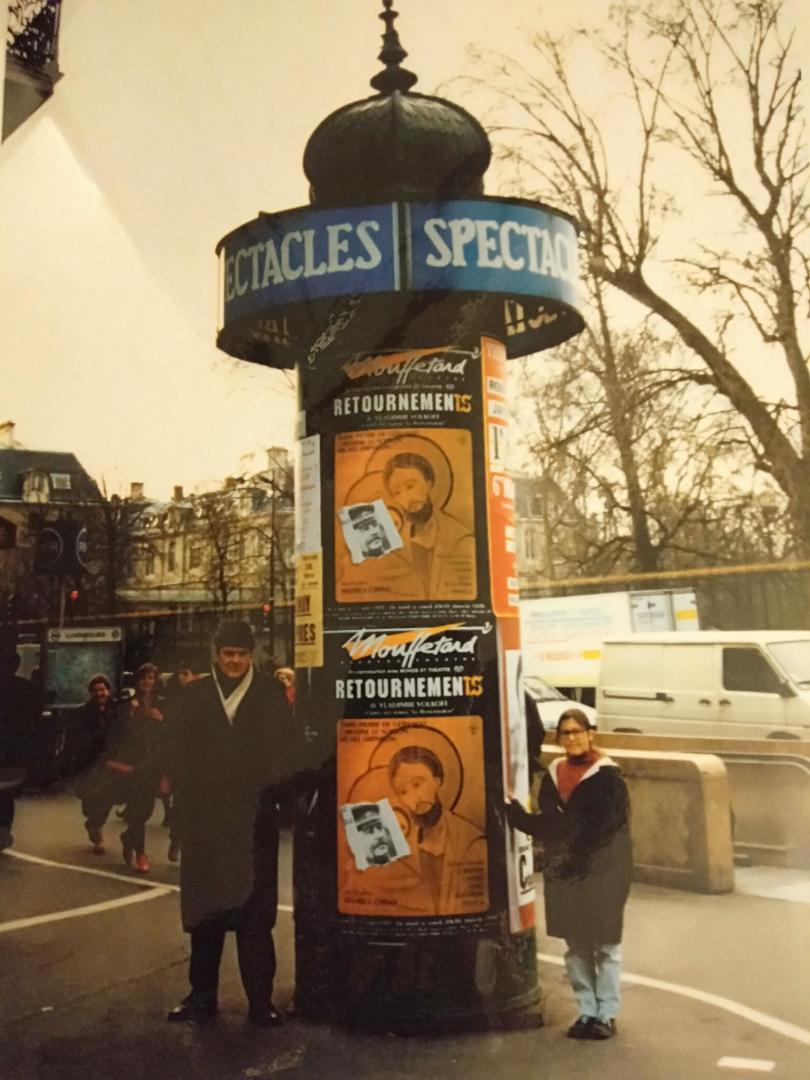
Colonne Morris au Jardin du Luxembourg, Paris

En 1987, la pièce Retournements est mise en scène par Maurice Chevit avec Michel Orphelin dans le rôle du pope et Christine le Serbon dans le rôle de la sacristine. Elle fut vue par près de 24 000 spectateurs.
En 1993, la pièce est reprise au Théâtre Mouffetard à Paris devant 18 000 spectateurs.

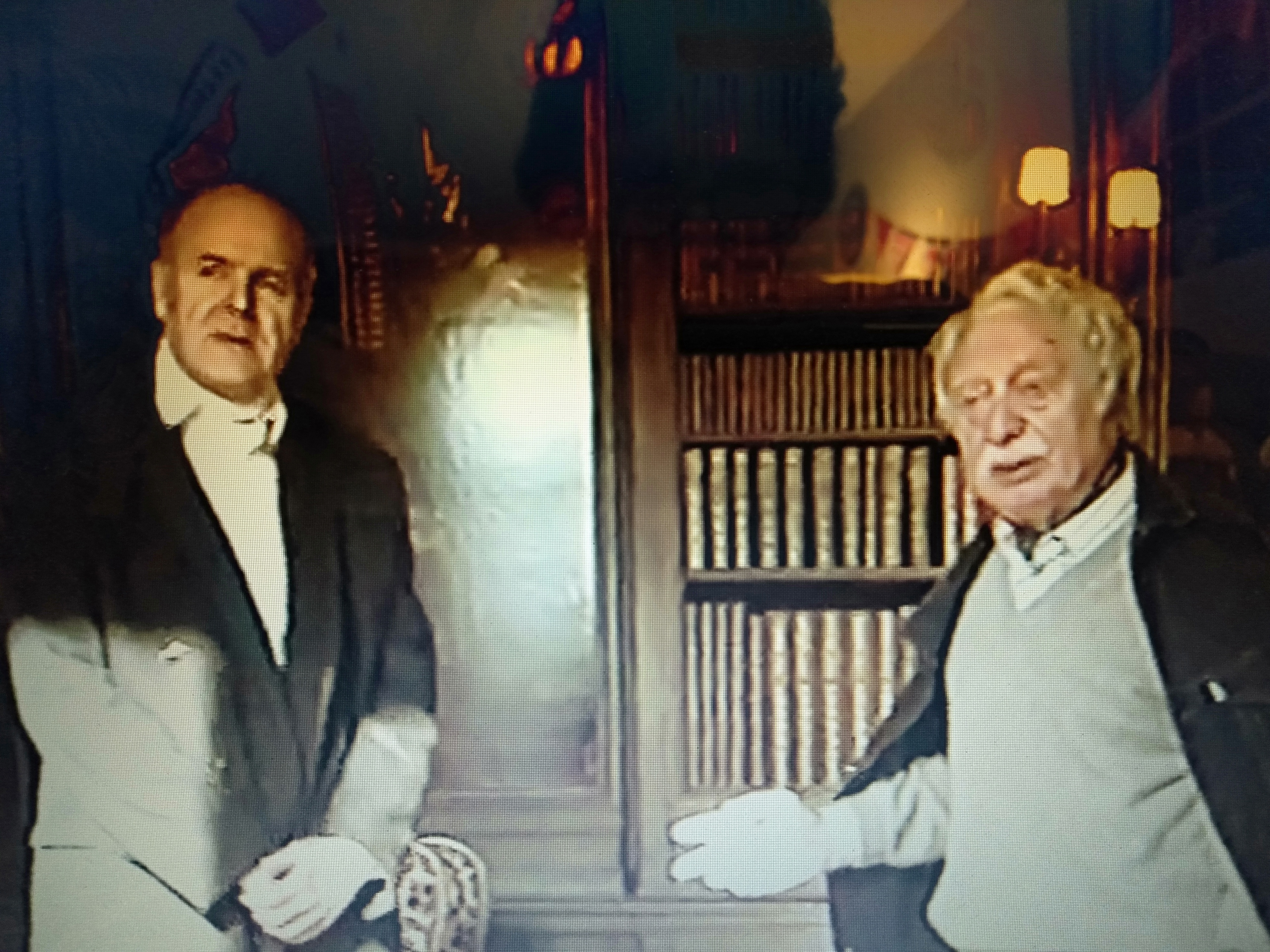
Répétitions de "Retournements" avec Maurice Chevit

C'est la seule pièce parisienne, pour l'année 1993, à bénéficier d'un double affichage en hauteur sur colonne Morris.[réf. nécessaire]
Au cours de l'année 1997, il organise le montage financier, avec Vladimir Volkoff, de la pièce Yalta dans laquelle il devrait jouer aux côtés de Bernard Lavalette et Benoît Allemane. En raison de contraintes personnelles, il offre finalement son rôle (Staline) à Christian Alers.[réf. nécessaire] Cette pièce sera jouée début 1998 au Théâtre Mouffetard.

### Discographie
Sa diction et sa voix lui ont permis aussi de servir la poésie enregistrée. En 1967, à la demande de René et Marcel Pagnol, il enregistre sous format de disque vinyle 45 tours Les Oraisons funèbres chez Bossuet d'après Hélène Gavarry, sous la direction de Claude Reboul - Société de distribution : Compagnie méditerranéenne de films - producteur IPN

### Radio
- 1962 : Victor Hugo, tribun , création radiophonique O.R.T.F., émission de Roger Pillaudin, réalisation Jean-Jacques Vierne - "Semaine Victor Hugo", hémicycle de l'Assemblée nationale, stéréophonie

### Anecdotes
En 1963, Bruno Coquatrix, directeur de l'Olympia, avec lequel il sera plus tard la covedette du film Faites-la chanter à la demande de ce dernier, le repère à l'école de la rue Blanche (ENSATT). Il lui demande d'assurer des cours de "coaching" vocal pour Johnny Hallyday afin de préparer le tournage du film D'où viens-tu Johnny ?.[réf. nécessaire]